# 卡爾王子島
78°33′N 11°1′E / 78.550°N 11.017°E

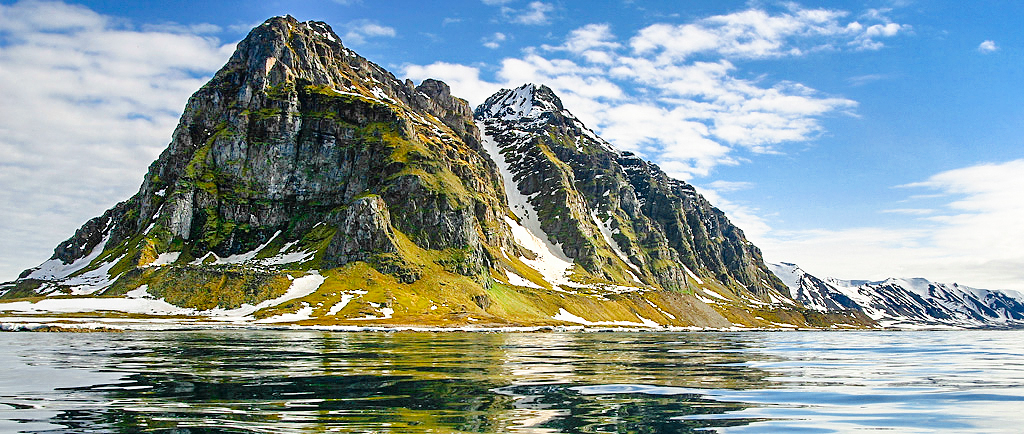

卡爾王子島（Prins Karls Forland或Forlandet；有时盎格鲁化为Prince Charles Foreland）是挪威的島嶼，位於大西洋海域，屬於斯匹茲卑爾根群島的一部分，面積615平方公里，海岸線長度320公里，最高點海拔高度1,084米，島上無人居住。